# 40-й кинофестиваль «Сандэнс»
40-й кинофестиваль независимого кинематографа «Сандэнс» проходил с 18 по 28 января 2024 года. Первый состав конкурсных фильмов был объявлен 6 декабря 2023 года.
Фестиваль начался 18 января со вступительного слова генерального директора Института «Сандэнс» Джоаны Висенте и координаторов фестиваля, а также гала-вечера открытия, посвящённого Кристоферу Нолану (получил награду Trailblazer Award, вручена актёром Робертом Дауни-младшим), Кристен Стюарт (отмечена премией Visionary Award) и другим звёздам кино.
Гран-при жюри был отмечен драматический фильм режиссёра Алессандры Лакораццы «Летом». Среди ярких событий фестиваля — премьера документального фильма о популярной рок-группе 1980-х годов Devo.